# Phil Ferguson

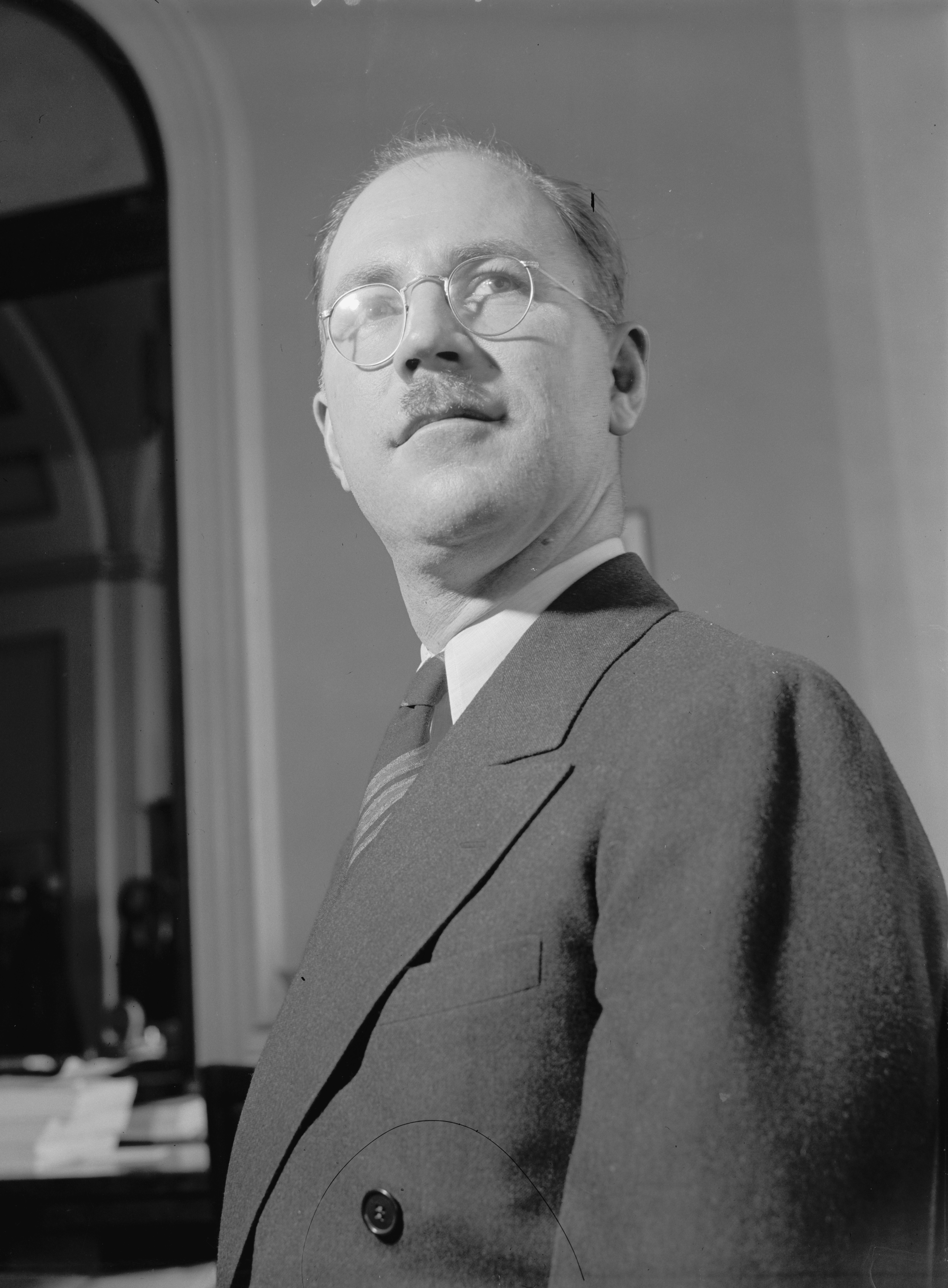
Phil Ferguson (1935)

Phillip Colgan „Phil“ Ferguson (* 15. August 1903 in Wellington, Sumner County, Kansas; † 8. August 1978 in Tijuana, Mexiko) war ein US-amerikanischer Politiker. Zwischen 1935 und 1941 vertrat er den achten Wahlbezirk des Bundesstaates Oklahoma im US-Repräsentantenhaus.

## Werdegang
Phil Ferguson besuchte die öffentlichen Schulen seiner Heimat und studierte dann bis 1926 an der University of Kansas in Lawrence. Nach einem Umzug nach Oklahoma ließ er sich auf einer Ranch in der Nähe von Woodward nieder. Dort beschäftigte er sich mit landwirtschaftlichen Angelegenheiten. Unter anderem begann er Vieh zu züchten.
Politisch wurde Ferguson Mitglied der Demokratischen Partei. 1934 wurde er in das US-Repräsentantenhaus in Washington, D.C. gewählt, wo er am 3. Januar 1935 Ernest Marland ablöste. Nachdem er in den Jahren 1936 und 1938 jeweils in diesem Amt bestätigt wurde, konnte er bis zum 3. Januar 1941 insgesamt drei Legislaturperioden im Kongress absolvieren. Im Jahr 1940 unterlag er dem Republikaner Ross Rizley.
Nach seinem Ausscheiden aus dem Kongress arbeitete Ferguson zunächst wieder in der Landwirtschaft. Während des Zweiten Weltkriegs diente er von 1942 bis 1944 als Major im United States Marine Corps. Im Jahr 1944 bewarb er sich erfolglos um eine Rückkehr in den Kongress; 1958 kandidierte er nach einem zwischenzeitlichen Wechsel zu den Republikanern ebenfalls ohne Erfolg für das Amt des Gouverneurs von Oklahoma. In der Folge arbeitete er als Viehzüchter und war Direktor der Bank of Woodward.